# De Hûnekop
De Hûnekop – holenderski (fryzyjski) zespół muzyczny. 

## Historia
Czteroosobowy zespół został utworzony w 2009 roku.  W 2010 wygrał Fryslân Pop Talent Award. Utwory wykonywane są w języku zachodniofryzyjskim.

## Skład
- Emiel Stoffers (wokal, gitara)
- Bart Scheffers (perkusja)
- Rik Alstra (kontrabas)
- Jeroen Seinstra (gitara elektryczna)

## Dyskografia

### Albumy
- It raast oan de protters (2010)
- Wanklanken fan 'e wurkflier (2011)
- Psalms foar de Rûchhouwer (2012)
- Fiif Jier Smoar (2014)
- De Klompetreen (2016)